# 比斯克拉省
比斯克拉省是阿尔及利亚东北部的一个省，首府比斯克拉。图勒加（طولقة）是该省一个比较著名的县。